# Lampisi
Lampisi is een bestuurslaag in het regentschap Tanjung Jabung Barat van de provincie Jambi, Indonesië. Lampisi telt 2321 inwoners (volkstelling 2010).